# Kowalewo (gromada)
Kowalewo (do 31 XII 1957 Lipienica) – dawna gromada, czyli najmniejsza jednostka podziału terytorialnego Polskiej Rzeczypospolitej Ludowej w latach 1954–1972.
Gromady, z gromadzkimi radami narodowymi (GRN) jako organami władzy najniższego stopnia na wsi, funkcjonowały od reformy reorganizującej administrację wiejską przeprowadzonej jesienią 1954 do momentu ich zniesienia z dniem 1 stycznia 1973, tym samym wypierając organizację gminną w latach 1954–1972.
Gromadę Kowalewo z siedzibą GRN w mieście Kowalewie (nie wchodzącym w jej skład) utworzono 1 stycznia 1958 w powiecie golubsko-dobrzyńskim w woj. bydgoskim w związku z przeniesieniem siedziby GRN gromady Lipienica z Lipienicy do Kowalewa i zmianą nazwy jednostki na gromada Kowalewo. Dla gromady ustalono 15 członków gromadzkiej rady narodowej.
31 grudnia 1959 do gromady Kowalewo włączono wieś Szychowo z gromady Wielka Łąka w tymże powiecie.
W 1961 roku gromada miała 19 członków gromadzkiej rady narodowej.
31 grudnia 1961 do gromady Kowalewo włączono obszar zniesionej gromady Pluskowęsy w tymże powiecie.
1 stycznia 1969 do gromady Kowalewo włączono grunty rolne o powierzchni ogólnej 483,83 ha z miasta Kowalewa w tymże powiecie.
1 stycznia 1969 do gromady Kowalewo włączono wieś Sierakowo z gromady Ryńsk w powiecie wąbrzeskim w tymże województwie.
1 stycznia 1970 do gromady Kowalewo (retroaktywnie) włączono wieś Podborek o ogólnej powierzchni 72,81 ha z gromady Ostrowite w tymże powiecie.
1 stycznia 1972 do gromady Kowalewo włączono sołectwo Napole ze zniesionej gromady Ostrowite w tymże powiecie.
Gromada przetrwała do końca 1972 roku, czyli do kolejnej reformy gminnej. 1 stycznia 1973 w powiecie golubsko-dobrzyńskim reaktywowano zniesioną w 1954 roku gminę Kowalewo (nazwę gminy zmieniono na Kowalewo Pomorskie 1 stycznia 1992).